# On the Horizon
"On the Horizon" — це другий сингл Мелані Чісхолм з альбому "Reason". Після провального результату пісні "Here It Comes Again" і різкого падіння продажів альбому всі чекали, що в цього сингла буде успіх. Але в підсумку цей сингл теж став провальним. Його результати ще гірше, ніж у попереднього синглу. "On the Horizon" досяг 14 рядка у Великій Британії. За перший тиждень було продано всього 8 тисяч копій, а всього було продано трохи більше 20000 копій. Цей сингл нічого не зробив для збільшення продажів альбому "Reason", які продовжували падати.
У Європі його чекала та ж доля. Тільки в Нідерландах сингл зміг дійти лише до 52 рядка. Більш менш нормальний результат пісня показала в Бразилії, де сингл дійшов до 12 місця.

## Трекліст і формат
- Велика Британія (CD)

1. "On the Horizon" [Radio Mix] - 3:36
2. "I Love You Without Trying" - 4:10

- Велика Британія (DVD)

1. "On the Horizon" (music video) - 3:33
2. "Never Be the Same Again " [Acoustic] - 4:07
3. "Wonderland" - 6:17
4. Behind the Scenes at "On the Horizon" Video shoot - 2:00

- Європа (CD Maxi)

1. "On the Horizon" [Radio Mix] - 3:36
2. "I Love You without Trying" - 4:10
3. "Goin' Down" [Live acoustic version] - 3:39

## Чарти
| Країна          | Позиція |
| --------------- | ------- |
| Велика Британія | 14      |
| Нідерланди      | 54      |
| Італія          | 45      |
| Бразилія        | 12      |